# Sérgio Arthur Braschi
Sérgio Arthur Braschi (ur. 3 grudnia 1948 w Kurytybie) – brazylijski duchowny katolicki, biskup diecezji Ponta Grossa w latach 2003-2024

## Życiorys
Święcenia kapłańskie przyjął 8 lipca 1973 i został inkardynowany do archidiecezji Kurytyba. Był m.in. rektorem niższego (1979-1981) i wyższego (1982-1986) seminarium, a także proboszczem kurytybskiej katedry (1996-1998).
18 lutego 1998 papież Jan Paweł II mianował go biskupem pomocniczym archidiecezji Kurytyba oraz biskupem tytularnym Tipasa in Numidia. Sakry udzielił mu 14 kwietnia 1998 arcybiskup Pedro Antônio Marchetti Fedalto.
16 lipca 2003 papież mianował go biskupem diecezji Ponta Grossa.
10 czerwca 2024 papież Franciszek przyjął jego rezygnację z urzędu biskupa diecezji Ponta Grossa złożoną ze względu na wiek. 